# Drigalskispatel

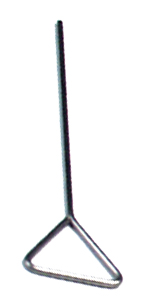
Drigalskispatel aus Metall

Der Drigalskispatel, benannt nach seinem Erfinder Wilhelm von Drigalski, wird zur gleichmäßigen Ausbringung von ein- bis wenigzelligen Mikroorganismen auf eine Agarplatte verwendet. Der Spatel besteht aus Glas oder Metall.

## Anwendung
Um nur die dafür vorgesehenen Mikroorganismen auf der Agarplatte zu verteilen, muss der Spatel vor dem Gebrauch sterilisiert werden. Das geschieht durch Einwirkung von Ethanol und Hitze. Dazu wird der Spatel in einem Becherglas mit mindestens 70%igem Ethanol aufbewahrt und vor jedem Gebrauch ein- bis zweimal in der Flamme eines Gasbrenners (beispielsweise Bunsenbrenner oder Teclubrenner) abgeflammt. Zum Abkühlen kann der Drigalskispatel zunächst für einige Sekunden auf den Rand der Agarplatte gedrückt werden. Wird der Spatel nicht genügend abgekühlt, werden die auf der Agarplatte zu verteilenden Mikroorganismen abgetötet.
Die mittels einer Pipette oder einer Impföse auf die Mitte der Agarplatte gegebene Mikroorganismensuspension wird mit dem abgekühlten Spatel durch kreisende Bewegungen gleichmäßig verteilt. Praktischerweise wird die Petrischale, in der sich die Agarplatte befindet, mit der einen Hand gehalten, während die andere Hand mit dem Spatel eine 8 beschreibt. Dabei sollte die Petrischale in der Hand gedreht werden. Das Ausspateln erfolgt solange, bis der Spatel nicht mehr leicht gleitet. Dies ist umso schneller der Fall, je kleiner das aufgebrachte Volumen und je trockener die verwendete Agarplatte war.

## Alternativen
An Stelle des Drigalskispatels können auch sterile Glaskügelchen verwendet werden.